# Соколова, Валентина Степановна (скульптор)

Памятник декабристам в Екатеринбурге

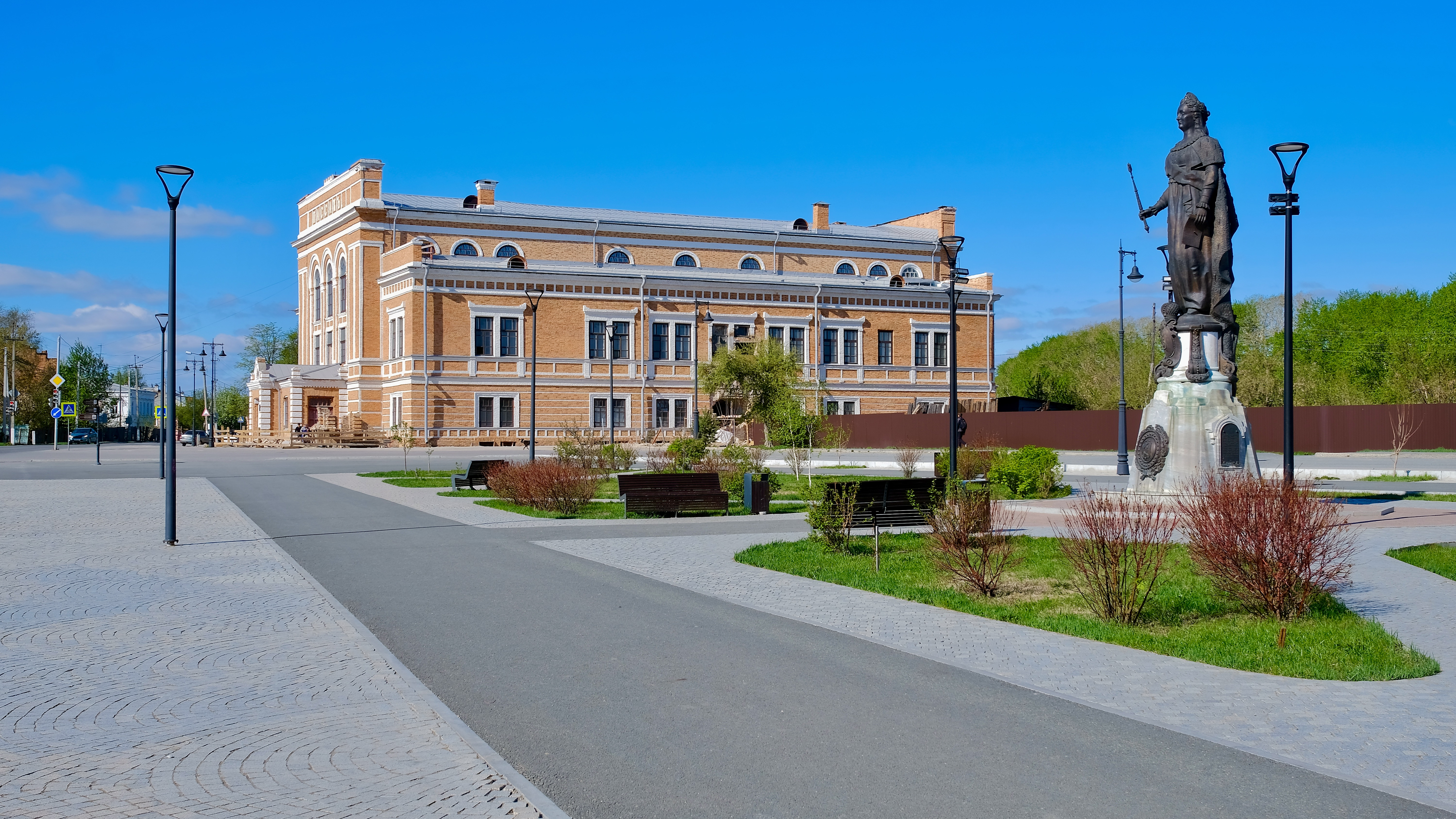
Памятник Екатерине II в Ирбите

Валенти́на Степа́новна Соколо́ва (род. 15 января 1946, Свердловск) — советский и российский художник и скульптор, заслуженный художник Российской Федерации (2007), член Союза художников России (с 1981 года). Профессор кафедры композиционно-художественной подготовки УрГАХУ.

## Биография
Родилась 15 января 1946 года в Свердловске. Училась в Свердловском художественном училище, в 1975 году окончила Ленинградское высшее художественно-промышленное училище им. В. И. Мухиной по специальности художник монументально-декоративного искусства.
В 1974—1981 годах работала инженером-художником на заводе художественного стекла «Красный гигант» в Никольске. С 1981 года работала скульптором-монументалистом в Свердловском худфонде. С 1988 года преподаёт в Свердловском архитектурном институте, ведёт занятия по академической скульптуре и пластическому моделированию.
В. С. Соколова является куратором и членом жюри международного фестиваля ледовой скульптуры «Европа — Азия», проводящегося в Екатеринбурге, а также членом жюри городский и региональных студенческих и школьных конкурсов.

## Основные работы
- Декоративная композиция «Птицы» на фасаде ДК Медноникелевого завода в Реже (1983)
- Надгробный памятник академику С. В. Вонсовскому на Широкореченском кладбище Екатеринбурга
- Мемориальная доска конструктору Л. В. Люльеву в Екатеринбурге (2000)
- Памятник декабристам в Екатеринбурге (2000)
- Памятник «Геологам, строителям и нефтяникам» в Мегионе (2002)
- Памятник Екатерине II в Ирбите (2013).

Среди станковых работ Соколовой выделяют композиции «Времена года», «Благовещение», «Полет», «Встреча», «Полнолуние», «Прометей», «Сольвейг», «Мать», «Журавли», «Земля», «Король и королева». В 1974—1982 годах её работы вошли в каталоги 6 всесоюзных и республиканских выставок. Часть работ художественного стекла и хрусталя хранятся в Никольском музее стекла и хрусталя.
По мнению искусствоведа И. Н. Писцовой, на творчество Соколовой оказал влияние суровый быт послевоенных лет. В её станковых работах Писцова прослеживает связь исторических времён и влияние личностей, а лейтмотивом скульптур называет интерес к игре света и тени. 1990-е годы в творчестве Соколовой отмечены работами в области керамопластики.

## Награды, звания и членство в организациях
- Член Союза художников России (1981)
- Почётная грамота администрации Екатеринбурга за памятник декабристам (2000)
- Заслуженный художник Российской Федерации (2007)
- Диплом Российской академии художеств (2011)
- Диплом I степени за архитектурно-скульптурную композицию «Мост влюбленных — Ромео и Джульетта» (2014)
- Диплом I степени за парковую скульптурную композицию — фонтан «Семья» (городской конкурс «Малые архитектурные формы и декоративная скульптура», 2008)